# Gospel
Gospel är en kyrklig musikgenre, utvecklad i USA i församlingar vars flesta medlemmar var afroamerikaner. Sångerna framförs av körer, ofta vokalt eller med enkelt ackompanjemang av instrument som gitarr, hammondorgel, piano och trummor. De akustiska gitarrerna har dock alltmer bytts ut mot elgitarrer. Genren är nära besläktad med spiritual och blues. Mycket av dagens pop och rock härstammar bland annat från gospel. Ordet gospel kommer från engelskans ord för evangelium. Gospelsånger har som regel kristen text och det kristna budskapet är nästintill alltid starkt framträdande.
En mycket framgångsrik gospelsångare och kompositör är Andraé Crouch. Elvis Presley gjorde flera inspelningar av vit gospel, så kallad Southern gospel. Även Ray Charles och Aretha Franklin har gjort gospelmusik. Kända gospelgrupper är Edwin Hawkins Singers och Take 6. Modern gospel har tydliga influenser från soul, hip hop och r'n'b. Känd för sin moderna gospel i USA är Kirk Franklin och i Sverige Joakim Arenius och Praise Unit.

## Stil
Gospel består av stark sång (ofta med flitig användning av stämmor) och kristna texter. Viss gospelmusik är dock inte kristen, utan använder enbart dess "sound". Flera former av gospel byggs på körer, använder piano eller Hammondorgel, tamburin, trummor, elbas och elgitarr.

## Urval av gospelmusiker

### 1900–1980
- Caravans
- Julius Cheeks
- Chosen Gospel Singers
- James Cleveland
- Dixie Hummingbirds
- Thomas A. Dorsey
- Five Blind Boys of Alabama
- Five Blind Boys of Mississippi
- Aretha Franklin
- Mahalia Jackson
- Claude Jeeter
- Sallie Martin
- Sesational Nitingales
- Willie Mae Ford Smith
- Soul Stirrers
- Swan Silvertones
- Sister Rosetta Tharpe
- Clara Ward

| - Yolanda Adams - Helen Bailey - Kim Bureell - Isaac Carree - Shirley Ceaser - The Clark Sisters - Tasha Cobbs Leonard - Todd Dulaney - Travis Greene - Fred Hammond - Kirk Franklin - Le'Andria Johnson - MaryMary - William McDowell - Mighty Clouds of Joy - VaShawn Mitchell - J Moss - Smokie Norful - Joseph Pace II - Marvin Sapp - Clarlie Wilson - The Winans - BeBe Winans - Cece Winans |

## Svenska gospelmusiker
Huvudartikel: Svensk gospel
Bland svenska gospelsångare finns Carola Häggkvist, Cyndee Peters, Samuel Ljungblahd och Joakim Arenius. Kända svenska gospelkörer är till exempel Solid Gospel, Hortlax gospel, Joybells, Tensta Gospel Choir med körledaren Cedwin Sandanam, Choralerna, Credokören, By Grace, Vasa Gospel samt Java Gospel.